# Manhattan Baby
Manhattan Baby è un film, del 1982, diretto da Lucio Fulci.
Ultimo horror diretto da Fulci per la "Fulvia Film" di Fabrizio De Angelis. Il film venne girato in cinque settimane. Il film vede come protagonista Christopher Connelly affiancato da Cinzia De Ponti e Martha Taylor. La parte della bambina è invece interpretata da Brigitta Boccoli, in seguito diventata famosa per avere partecipato a molte edizioni di Domenica In.

## Trama
In Egitto, l'archeologo americano George Hacker profana la tomba d'uno spirito del male, e per questo perde la vista. La figlia Susie riceve in dono da una donna cieca un amuleto. 
 Tornato a New York, George ritrova la vista, ma Susie viene posseduta dalle forze del male. Dopo una serie d'uccisioni e sparizioni misteriose, George si rivolge all'occultista Adrian Marcato, che esorcizza la bambina, a costo della propria vita. 
 Intanto in Egitto, la donna cieca regala a un'altra bambina un amuleto identico a quello regalato a Susie.

## Produzione
Manhattan Baby venne inizialmente concepito come il film più costoso che il regista Lucio Fulci avrebbe realizzato per il produttore Fabrizio De Angelis. Lo sceneggiatore Dardano Sacchetti dichiarò che il budget venne drasticamente ridotto da 800 milioni a 400 milioni di lire. Sacchetti lavorò con sua moglie Elisa Briganti a una storia intitolata in origine Il malocchio. Lo stesso Sacchetti definì la sceneggiatura "un tentativo di realizzare una cosa tecnologica. Stavo tentando di avvicinarmi a temi che non erano più classici o tradizionalmente gotici. Stavo cercando di portare l'orrore in una direzione diversa."
Le riprese sono iniziate l'8 marzo e si sono concluse alla fine di aprile 1982. Il film è stato girato presso Il Cairo, i De Paolis In.Ci.R. Studios di Roma e New York nello stesso periodo in cui una squadra della seconda unità stava lavorando a 1990 - I guerrieri del Bronx di Enzo G. Castellari. Sacchetti disse che la lunga sequenza d'apertura in Egitto venne aggiunta in un secondo tempo per "dare al film un aspetto internazionale."

## Distribuzione
Manhattan Baby è stato distribuito nei cinema italiani il 12 agosto 1982. Il film ha incassato complessivamente 409.424.657 lire a livello nazionale. È stato venduto per la distribuzione negli Stati Uniti nel 1984, venendo tuttavia commercializzato solo nei cinema come Eye of the Evil Dead. Nel Regno Unito è stato distribuito direttamente in home video col titolo The Possessed nel 1983.
Il film avrebbe posto fine alla collaborazione tra Lucio Fulci e il produttore Fabrizio De Angelis. Fulci di per sé disprezzava la pellicola, affermando che non aveva altra scelta che realizzare il film poiché De Angelis ne era ossessionato. Fulci commentò che si trattava di "un film terribile; mi azzarderei a descriverlo come una di quelle battute d'arresto che si verificano durante il gioco." Sacchetti e Briganti non erano contenti del risultato finale, in particolare Sacchetti affermò che "quando i produttori hanno deciso di tagliare tre quarti del budget, alcuni degli effetti speciali non sono stati realizzati e il film in definitiva ne ha risentito."

## Accoglienza
Aldo Vigano de La Stampa trovò il film "poco convincente e abbastanza prevedibile". Leonardo Autera del Corriere della Sera invece commentò: "Si dice che Lucio Fulci, il regista, sia l'erede più dotato, nel genere «horror all'italiana», del compianto Mario Bava. Ma c'è una differenza sostanziale: Bava sapeva rispettare la lezione di Poe secondo cui anche l'assurdo deve avere una sua logica interna; Fulci invece naviga nell'arbitrio più assoluto, come nemmeno il «grand guignol» di buona memoria si sarebbe mai permesso."